# Emanuel Filibert av Savojen
Emanuel Filibert av Savojen, född 8 juli 1528, död 30 augusti 1580, var en savojisk hertig.
Han var son till Karl III av Savojen, och efterträdde 1553 sin far som hertig. Han stred på Karl V:s sida mot fransmännen, vilka ockuperat hans länder. I freden i Cateau-Cambrésis 1559 fick han tillbaka största delen av dessa, och lyckades under de följande religionskrigen, i vilka han, endast delvis med framgång deltog, uppnå ytterligare territoriella fördelar.
År 1559 vigdes han med Margareta av Frankrike, Henrik II:s syster.